# Deutsche Gesellschaft für Neuromodulation
Die Deutsche Gesellschaft für Neuromodulation (DGNM) ist eine deutschsprachige interdisziplinäre Vereinigung von Ärzten, Wissenschaftlern und fachlich Interessierten, die auf dem Gebiet der Neuromodulation tätig sind oder an dem Fachgebiet Interesse haben (Quelle: Satzung der DGNM). Die DGNM ist Mitglied der Arbeitsgemeinschaft der Wissenschaftlichen Medizinischen Fachgesellschaften (AWMF).

## Ziele und Aktivitäten
Vereinsziel ist laut Satzung die Förderung von Wissenschaft und Forschung und der praktischen Tätigkeit auf
dem Gebiet der Neuromodulation.
Die Ziele der Gesellschaft sollen erreicht werden durch 
- die Abhaltung eines jährlich einmal stattfindenden wissenschaftlichen Kongresses und die Durchführung wissenschaftlicher Veranstaltungen,
- die Förderung von wissenschaftlichen Arbeiten und Forschungsvorhaben auf allen Gebieten der Neuromodulation,
- die Nutzbarmachung und Auswertung von Erkenntnissen und Erfahrungen der auf neuromodulatorischem Gebiet tätigen Ärzte und Forscher für alle Mitglieder,
- die Förderung der Weiterbildung der Mitglieder und des wissenschaftlichen Nachwuchses,
- die Pflege der persönlichen und fachlichen Fühlungnahme der Mitglieder untereinander.

## Veranstaltungen
Die Gesellschaft führt Jahrestagungen durch und verweist auf ihrer Website auf aktuelle Veranstaltungen ihres Fachgebietes.

## Medizinische Leitlinien
Die DGNR beteiligt sich am AWMF-Leitlinienprogramm. In diesem Rahmen werden medizinische Leitlinien sowohl unter ihrer Federführung sowie unter Beteiligung an Leitlinien anderer Fachgesellschaften entwickelt.

## Geschichte
Die DGNM wurde 2004 gegründet. Seit 2019 ist die Gesellschaft Mitglied der AWMF.